# Episodi di Compagni di scuola
La prima e unica stagione della serie televisiva italiana Compagni di scuola, composta da 26 episodi, è andata in onda in prima visione televisiva su Rai Due dal 25 settembre al 18 dicembre 2001.
| nº | Titolo                            | Prima TV Italia   |
| -- | --------------------------------- | ----------------- |
| 1  | L'anno che verrà                  | 25 settembre 2001 |
| 2  | La Quattordicesima                | 25 settembre 2001 |
| 3  | Quando è troppo è troppo          | 2 ottobre 2001    |
| 4  | Voglio morire!                    | 2 ottobre 2001    |
| 5  | Sull'orlo del burrone             | 9 ottobre 2001    |
| 6  | In onda!                          | 9 ottobre 2001    |
| 7  | Il gatto Silvestro                | 16 ottobre 2001   |
| 8  | I figli so' figli                 | 16 ottobre 2001   |
| 9  | La meglio della classe            | 23 ottobre 2001   |
| 10 | Tutti in gita                     | 23 ottobre 2001   |
| 11 | Mamma è scappata                  | 30 ottobre 2001   |
| 12 | Leopardi contro Pascoli           | 30 ottobre 2001   |
| 13 | Furti a scuola                    | 6 novembre 2001   |
| 14 | Prendersi e lasciarsi             | 6 novembre 2001   |
| 15 | Lezioni di tango                  | 13 novembre 2001  |
| 16 | Pigiama party                     | 13 novembre 2001  |
| 17 | Silenzio... si gira!              | 20 novembre 2001  |
| 18 | Una serata quasi perfetta         | 20 novembre 2001  |
| 19 | La calunnia è un venticello       | 27 novembre 2001  |
| 20 | Scacco matto                      | 27 novembre 2001  |
| 21 | Scuola okkupata!                  | 4 dicembre 2001   |
| 22 | Michè... apri gli occhi!          | 4 dicembre 2001   |
| 23 | Caro Michele...                   | 11 dicembre 2001  |
| 24 | La malattia amore esiste          | 11 dicembre 2001  |
| 25 | Il migliore dei mondi possibile   | 18 dicembre 2001  |
| 26 | I migliori anni della nostra vita | 18 dicembre 2001  |

## L'anno che verrà
- Diretto da: Tiziana Aristarco, Claudio Norza
- Scritto da:

### Trama
Inizia un nuovo anno scolastico al liceo scientifico "Giacomo Leopardi". Felice Salina è il vicepreside, un uomo burbero che però si scioglie alla vista della professoressa Marisa Ferrero, che insegnò al liceo 8 anni prima e che ora è tornata. Il fratello di Felice è Giovanni, insegnante di scienze giovane e scanzonato (tanto che arriva in ritardo il primo giorno di scuola). Fra gli alunni ci sono Michele Reale, da sempre in conflitto con Felice, la sua ex Valeria e le sue amiche Arianna e Martina, il simpatico Pietro e il suo migliore amico Marco. Tra i prof. Virginia Giovardi, innamorata di Giovanni, Giorgio Baldanza, Margherita Andreoli, la preside Crespo; facciamo la conoscenza della bidella Milva, amica di Marisa e pettegola dell'istituto. Inoltre c'è la figlia di Giovanni, la piccola Sara. Assistiamo anche alla festa d'inizio anno e intanto l'istituto elementare di Sara si unisce temporaneamente al liceo.

## La Quattordicesima
- Diretto da: Tiziana Aristarco, Claudio Norza
- Scritto da:

### Trama
Alla fine del primo episodio la macchina di Giovanni viene distrutta. Felice incolpa Michele Reale, che però è innocente. Il ragazzo rivela a Valeria, la sua ex fidanzata, che è stato il suo amico Er Pantera in sua presenza. Nel frattempo il papà di Arianna (ex professore del Leopardi) accetta in casa la sua primogenita Francesca e il suo bambino, dopo vecchi rancori.

## Quando è troppo è troppo
- Diretto da:
- Scritto da:

## Voglio morire!
- Diretto da:
- Scritto da: